# Stelis gracilis
Stelis gracilis är en orkidéart som beskrevs av Oakes Ames. Stelis gracilis ingår i släktet Stelis och familjen orkidéer. Inga underarter finns listade i Catalogue of Life.